# Burg Pont-l’Abbé

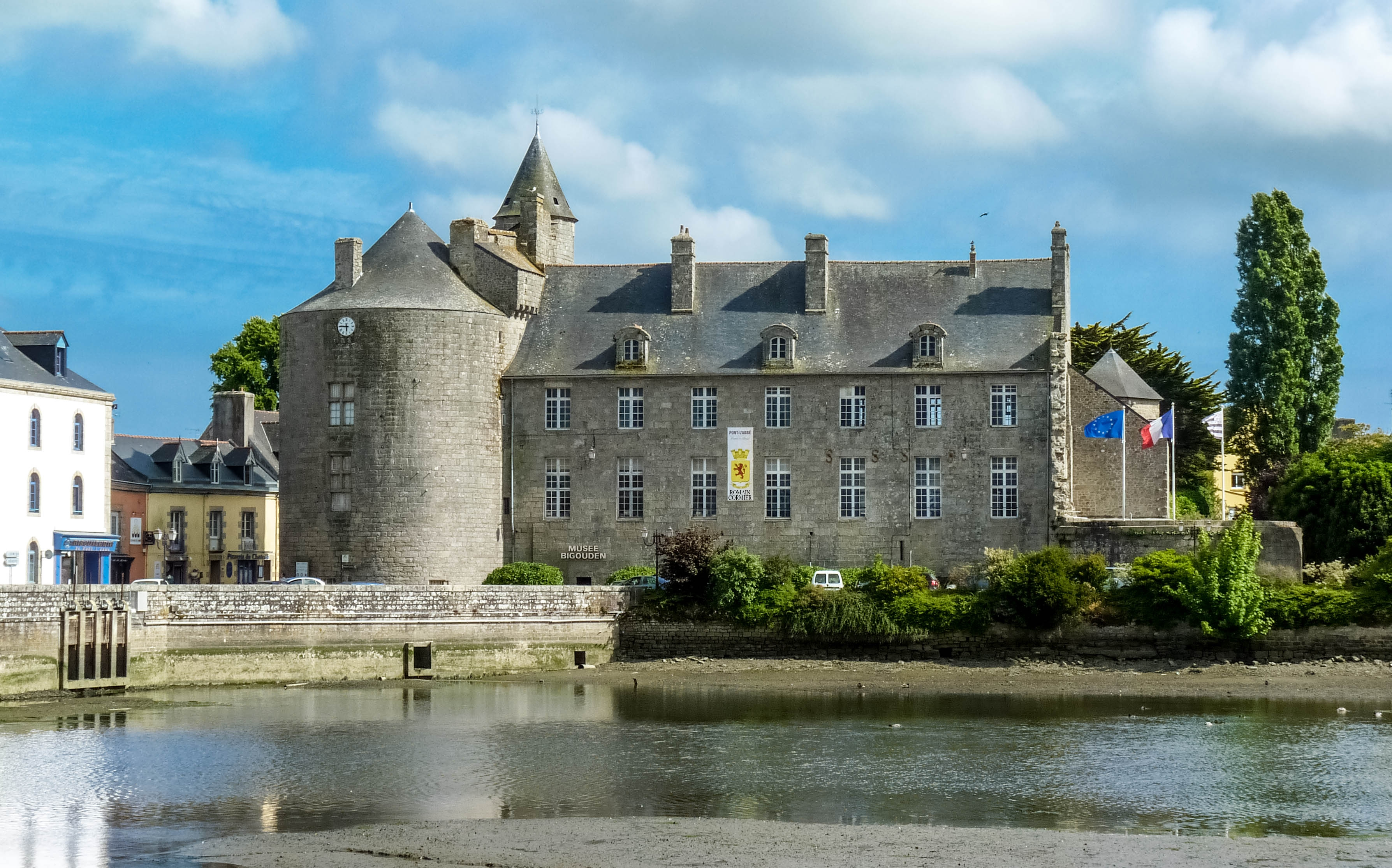
Nordansicht der Burg Pont-l’Abbé

Die Burg Pont-l’Abbé (französisch Château de Pont-l’Abbé oder Château des Barons du Pont) ist eine Burganlage in der bretonischen Stadt Pont-l’Abbé im Département Finistère. Sie wurde zwischen dem 13. und 18. Jahrhundert erbaut, ist aber heute nur noch in wenigen Teilen erhalten, denn die Mehrheit der Bausubstanz wurde im 19. Jahrhundert niedergelegt. Gegründet von den Herren von Pont, ging sie im Laufe ihrer Geschichte durch zahlreiche Hände. Seit 1836 gehört der bauliche Restbestand der Stadt Pont-l’Abbé. Dieser wird heute als Rathaus sowie Museum genutzt und steht als eingeschriebenes Monument historique seit dem 2. Dezember 1926 unter Denkmalschutz. Eine Außenbesichtigung ist jederzeit kostenlos möglich.

## Geschichte

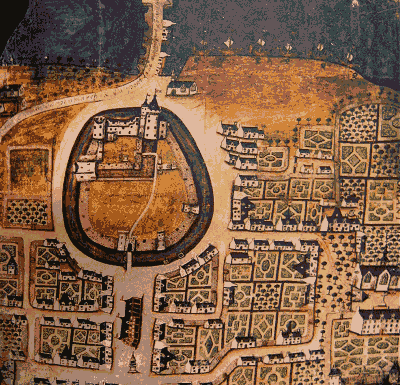
Burg und Ort Pont-l’Abbé im 17. Jahrhundert

Das Land um Pont-l’Abbé gehörte im Hochmittelalter zur Abtei Loctudy und war wie die gesamt Bretagne mehrfach Ziel von Normannenüberfällen bzw. von diesen besetzt. Als Æthelstan die Normannen vertrieben hatte, fand eine Familie den Landstrich verlassen vor und errichtete eine Motte auf einer kleinen Insel im Fluss Rivière de Pont-l’Abbé, direkt am Kopf eine dort befindlichen Brücke. Nach dieser nannten sich die Burgbesitzer fortan seigneurs du Pont (deutsch Herren von Pont). Erstes namentlich bekanntes Mitglied dieses seit dem 13. Jahrhundert urkundlich bekannten Geschlechts war Juhel. In der nachfolgenden Zeit konnten die Herren von Pont ihren Landbesitz und damit ihren Einflussbereich beträchtlich mehren. Im 13. Jahrhundert war die Seigneurie eine der größten der Bretagne und ihre Herren entsprechend mächtig. Mit Einverständnis der Abtei Loctudy ersetzten sie ihre Motte Ende des 13. Jahrhunderts gegen eine wesentlich größere Burg aus Stein. Innerhalb der Ringmauer gründete Hervé IV. du Pont 1350 eine Kapelle aber einer seiner protestantischen Nachfolger, Charles de Quellenec, vertrieb die katholischen Geistlichen. Nachfolgend ungenutzt, verfiel der Kirchenbau in der Folgezeit.
Die im 15. Jahrhundert erneuerte Anlage wurde während der Hugenottenkriege 1590 beschädigt. Sie war in den Händen der königstreuen Partei unter dem Kommando eines gewissen Trogoff, der sich nicht nur tyrannisch und rücksichtslos gegenüber den Einwohnern Pont-l’Abbés verhielt, sondern auch die Umgegend unsicher machte und verwüstete, sodass die Bewohner den Hauptmann (französisch capitaine) Lézonnet aus Concarneau zur Hilfe riefen. Der belagerte daraufhin mit seinen Mannen die Burg. Nachdem Trogoff durch einen Arkebusentreffer getötet worden war, ergab sich die Burgmannschaft den Belagerern. Im Jahr 1675 wurde die Anlage ein weiteres Mal während des Aufstands gegen die Papiersteuer, auch Révolte des Bonnets Rouges (deutsch Revolte der roten Mützen) genannt, beschädigt. Dabei handelte es sich um einen wütenden Aufstand der Bretonen als Reaktion auf von Jean-Baptiste Colbert neu eingeführte Abgaben. Sie verwüsteten die Burg und steckten sie in Brand. Nach Ende der Unruhen wurde die Anlage wieder repariert. Nachdem die Burg und die Baronie Pont-l’Abbé 1685 an die Familie d’Ernothon verkauft worden war, ließen die Brüder François-Joseph und Jean-Théophile d’Ernothon im ersten Viertel des 18. Jahrhunderts auf den mittelalterlichen Gewölben zwischen West- und Ostturm ein neues Logis errichten. Die dazu verwendeten Steine stammten von der ehemaligen Burg Coatmeur in Landivisiau. Jean-Théophile fiel später dem Wahnsinn anheim und beging 1738 Selbstmord, indem er sich aus einem der Fenster des Logis stürzte.
Während der Französischen Revolution dienten die Kellergewölbe der Burg in Pont-l’Abbé als Gefängnis. Zwei bekannte Insassen waren die Autorin Anne-Marie Audouyn de Pompéry und Marie Hortense Jeanne du Haffont, die spätere Ehefrau des Marine- und Finanzministers Christophe de Chabrol de Crouzol. Der Westturm der Anlage wurde in den Revolutionsjahren fast vollständig abgetragen, um mit seinen Steinen das Hafenbecken der Stadt zu reparieren. Weil der letzte Baron von Pont, Jean Georges Claude Baude de Saint-Père, während der Revolution emigriert war, wurde sein Besitz konfisziert und am 25. Pluviôse des Jahres VII (13. Februar 1799) an Privatleute verkauft. Die meisten unter ihnen ließen ihre Teile abreißen, um Platz für Wohnungen und Gärten zu schaffen. Um das Jahr 1830 wurde die Höhe des Ostturms um ein Geschoss verringert und ihm ein neuer Helm aufgesetzt. Der Wehrgang des Turms samt seinen Maschikulis wurde dabei mehrheitlich zerstört. Nur kurz darauf erwarb die Stadt Pont-l’Abbé 1836 die noch vorhandenen Reste der Burganlage und richtete dort die Bürgermeisterei, Schulen und eine Polizeistation ein. Fünf Jahre später ließ sie 1841 die wenigen noch vorhandenen Wehrmauern und Befestigungen niederlegen.
1954 wurde der erhaltene Ostturm restauriert, um dort ein das Musée Bigouden, ein Museum für Heimatkunde und Volkskunst, einzurichten. Im darauffolgenden Jahr feierte es Eröffnung und zeigt seitdem in einer Dauerausstellung Exponate zu Alltag und Traditionen im Bigoudenland. Dazu zählen unter anderem Steingutschalen und -teller, traditionelle Kleidung, Musikinstrumente, Möbel sowie Gerätschaften aus der Landwirtschaft und der Fischerei. Seit 2010 gibt es im Museum auch temporäre Sonderausstellungen.

## Beschreibung

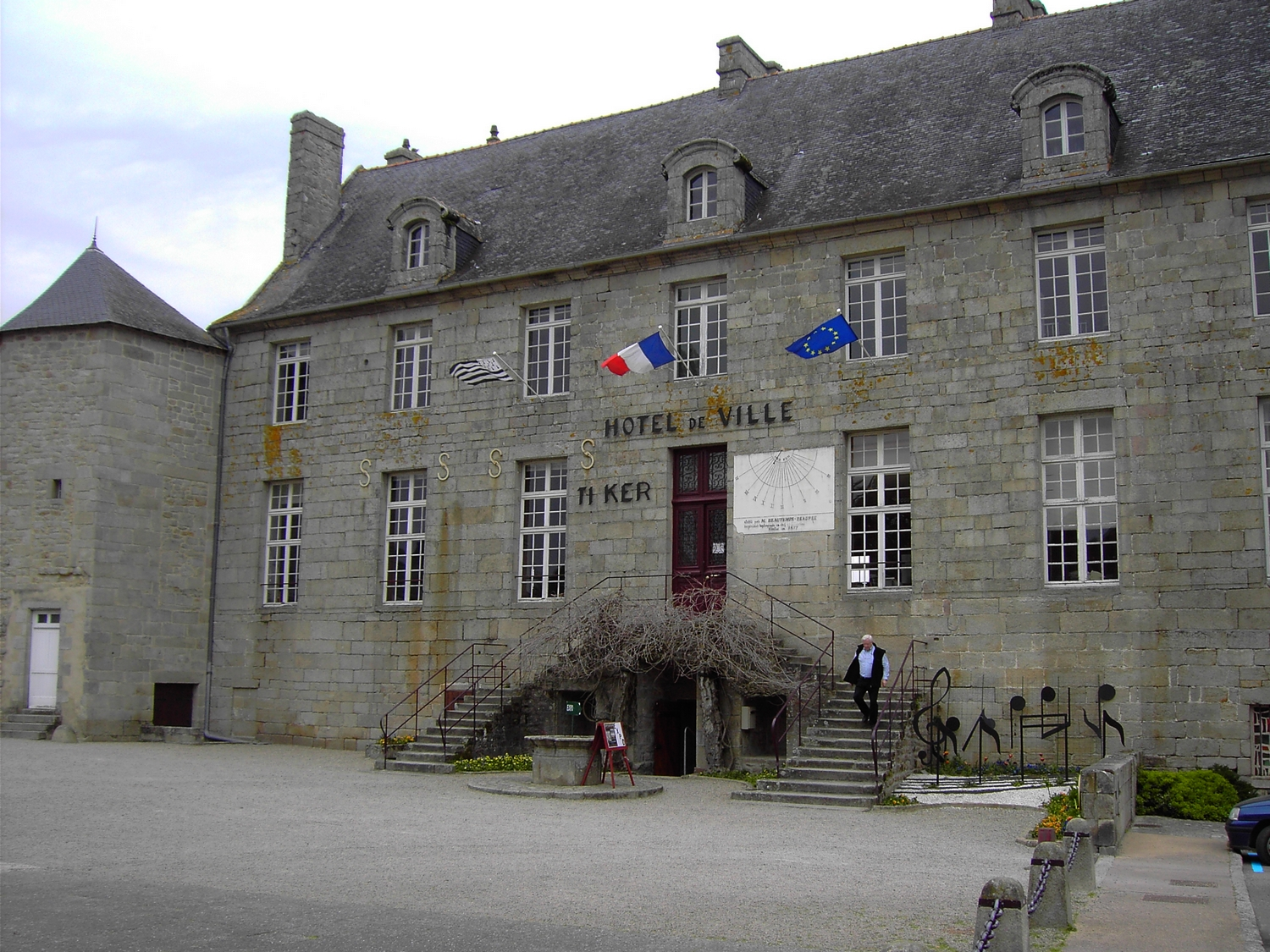
Ansicht des Wohnbaus von Südosten

Die Burg Pont-l’Abbé steht mitten in der Stadt. Ehe sie im 19. Jahrhundert mehrheitlich abgerissen wurde, hatte sie einen nahezu ovalen Grundriss und war von einer 600 Meter langen Ringmauer mit mehreren Rundtürmen umgeben. Die von einem Wehrgang abgeschlossene Umfassungsmauer war drei Meter dick und etwa fünf bis sechs Meter hoch. Es gab zwei Burgtore, zu denen Zugbrücken führten: eines im Norden neben dem wuchtigen Ostturm, und eines an der zur Stadt gewandten Südseite. Tiefe, vom Fluss gespeiste Wassergaben umgaben die Anlage. 
Heute sind nur noch ein Wohnbau aus dem 18. Jahrhundert und Teile von zwei sich anschließende Rundtürme aus dem 13. Jahrhundert erhalten. Sie wurden aus sorgsam behauenen Steinquadern errichtet. Der gewaltigen Rundtürme an der Westseite des Logis ist fast völlig verschwunden. Es existiert heute nur noch sein Unterbau. Der Ostturm beherbergt das Musée Bigouden ist deshalb im Inneren vollkommen modern umgestaltet. In seinen Außenmauern kann man jedoch noch diverse Schießscharten und alte Kreuzstockfenster entdecken. Ein schmaler, vorspringender Treppenturm mit einer Wendeltreppe im Inneren führt zum höchstgelegenen Raum des Museums. 